# Дарданелска и Лампсакска епархия
Дарданелската и Лампсакската епархия (на гръцки: Ιερά Μητρόπολη Δαρδανελίων και Λαμψάκου) е титулярна епархия на Вселенската патриаршия. Диоцезът съществува от 1913 до 1922 година с център в град Дарданелия, на турски Чанаккале. От 2007 година титлата Митрополит на Дарданелия и Лампскак, ипертим и екзарх на целия Хелеспонт (Ο Δαρδανελίων και Λαμψάκου, υπέρτιμος και έξαρχος παντός Ελλησπόντου) се носи от Никита.

## История
Дарданос е основан на едноименния пролив Дарданели от еолийски гърци в IV век пр. Хр. И Дарданелия и Лампсак са епископии, подчинени на Кизическата епархия пред VII век. Преди 1400 година поради депопулация и двете епископии са закрити и териториите им са управлявани пряко от Кизик. Лампсакска е титулярна епископия на Патриаршията. На 5 май 1913 година е основана новата Дарданелска и Лампсакска митрополия, която граничи на север с Мраморно море и Дарданелите, с Кизическата митрополия на изток, с Пергамската митрополия на юг и с Бяло море на запад. Други градове са Пигес (Бига), Неандрия (Езине) и Лампония (Айваджък).
След обмена на население между Гърция и Турция в 1922 година, на територията на епархията не остава православно население.

## Митрополити
| Име               | Име       | Управление                          | Забележка                             | Години      |
| ----------------- | --------- | ----------------------------------- | ------------------------------------- | ----------- |
| Ириней Папамихаил | Ειρηναίος | 10 март 1913 - 10 февруари 1922     | в еласонски м.                        | 1878 – 1963 |
| Кирил Афендулидис | Κύριλλος  | 22 февруари 1922 – 16 октомври 1924 |                                       | ? – 1942    |
| Ириней Папамихаил | Ειρηναίος | 16 октомври 1924 - 10 април 1926    | по-рано еласонски м., в самоски м.    | 1878 – 1963 |
| Антоний Герянакис | Αντώνιος  | 24 ноември 1997 - 20 декември 2002  | от санфранциски е., в санфранциски м. | 1935 – 2004 |
| Никита Лулиас     | Νικήτας   | 29 август 2007 - 12 ини 2019        | от хонкконгски м., в Тиатирска а.     | 1955 –      |